# Vårfruberga församling
Vårfruberga församling var en församling i Strängnäs stift och i Strängnäs kommun i Södermanlands län. Församlingen uppgick 2006 i Vårfruberga-Härads församling.

## Administrativ historik
Församlingen bildades 1998 genom sammanslagning av Fogdö församling, Helgarö församling och Vansö församling. Församlingen uppgick 2006 i Vårfruberga-Härads församling.

## Kyrkor
- Fogdö kyrka
- Helgarö kyrka
- Vansö kyrka